# Karl Joseph von Künsberg-Langenstadt
Karl Joseph Georg Freiherr von Künsberg-Langenstadt (* 21. Februar 1799 in Bamberg; † 21. Januar 1863 ebenda) war ein bayerischer Gutsbesitzer und Verwaltungsbeamter.

## Leben
Karl Joseph von Künsberg-Langenstadt war Mitglied der fränkischen Adelsfamilie Künsberg mit Gutsbesitz in Oberlangenstadt, Unterlangenstadt, Nagel und Tüschnitz. Nach dem Besuch des Nürnberger Gymnasiums studierte er Kameralwissenschaften in Erlangen und Würzburg. Während seines Studiums wurde er 1816 Mitglied der Burschenschaft Teutonia Erlangen, 1817 Mitglied der Landsmannschaft der Franken und 1818 Mitglied der Alten Würzburger Burschenschaft Germania.
Er trat nach dem Studienabschluss 1821 in bayerische Staatsdienste. 1824 wurde er Staatskonkurs und Kanzleiakzessist, 1825 Ratsakzessist bei der Regierung von Oberbayern und 1828 wurde er im Innenministerium verwendet. Nach Stationen 1830 als Adjunkt beim Landgericht Aschaffenburg, 1831 als Regierungsassessor in Bayreuth, 1832 als Landrichter in Brückenau, wurde er 1837 Regierungsrat bei der Regierung der Oberpfalz. 1838 war er in selber Position bei der Regierung von Oberfranken tätig, 1846 bei der Regierung von Niederbayern. Er wurde 1847 Regierungspräsident von Niederbayern, fiel jedoch kurz darauf in Ungnade beim König, mit der Folge, dass er zum Vizepräsidenten degradiert wurde. 1849 wurde er bis zu seinem Tod 1863 Regierungspräsident der Oberpfalz und von Regensburg. Er war königlich bayerischer Kämmerer.
Er war verheiratet mit Therese Freiin von Cunibert und hatte einen Sohn und zwei Töchter. Der Sohn Ottokar heiratete eine entfernte verwandte und wurde so Schwiegersohn von Cornelia Vetterlein, deren Bild in der Schönheitengalerie im Schloss Nymphenburg hängt.

## Ehrungen
- Ehrenbürger der Stadt Regensburg (1856)
- Zivilverdienstorden der Bayerischen Krone, Kommandeur
- Verdienstorden vom hl. Michael